# Inger Rauf
Inger Rauf f. Smalbro Christensen (29. december 1932 i Agersted – 27. august 2010) var en dansk skuespillerinde.
Hun var uddannet fra Aalborg Teater 1960, men rejste hurtigt til København, hvor hun blev engageret til bl.a. Betty Nansen Teatret, Det ny Teater og Nørrebros Teater.
Hun var i 1965 medstifter af Boldhus Teatret, som hun senere blev teaterchef for. I 1975 stiftede hun Strøghus Teatret, som hun var leder af indtil 1980, hvorefter hun fortsatte som leder af Boldhusteatret frem til 2008.
På tv har Inger Rauf bl.a. medvirket i serierne Smuglerne og Strandvaskeren. Hun har indspillet en håndfuld spillefilm, nemlig Han, hun, Dirch og Dario (1962), Støv for alle pengene (1963), Utro (1966), Ekko af et skud (1970) og Et døgn med Ilse (1971).